# The Diary of Horace Wimp
Singles de Electric Light Orchestra
Shine a Little Love
(1979) Don't Bring Me Down
(1979)
Pistes de Discovery
Need Her Love Last Train to London
The Diary of Horace Wimp est une chanson d'Electric Light Orchestra tirée de l'album Discovery, sorti en 1979. Elle constitue également le deuxième single extrait de l'album, avec Down Home Town (tirée de l'album Face the Music) en face B. Ce single se classa 8e au Royaume-Uni en août 1979